# Ai Mitani
Ai Mitani (三谷藍?, Mitani Ai; Aomori, 21 agosto 1978) è un'ex cestista giapponese.

## Carriera
Con il Giappone ha disputato i Campionati mondiali del 2010.